# Tegostoma palealis
Tegostoma palealis là một loài bướm đêm trong họ Crambidae.